# Lappböle Hornkapell
Lappböle Hornkapell är en finländsk musikgrupp från Kyrkslätt, bildad 1903 i Lappböle. Gruppen var aktiv i början av århundradet fram till 1920-talet. Därefter blev det en paus för orkestern som startades om år 1963.
Lappböle Hornkapell har dirigerats av Gustav Heiskanen, Erik Sikström, Veikko Gisselberg, Per-Olof Munck, Juha Määttänen, Moa Thors och John Kotka. Under Moa Thors tid växte hornkapellet till symfoniorkester. Den nuvarande kapellmästaren är Arttu Sipilä.

## Diskografi
- Friska vindar, (1985)[3]